# مالين (أوكرانيا)
مالين (بالأوكرانية: Ма́лин)‏ هي مدينة في مقاطعة زيتومير في أوكرانيا تقع على بعد حوالي 100 كيلومتر (62 ميل) شمال غرب كييف، يبلغ عدد سكانها 25,172 حسب تعداد عام 2022.

## معرض الصور

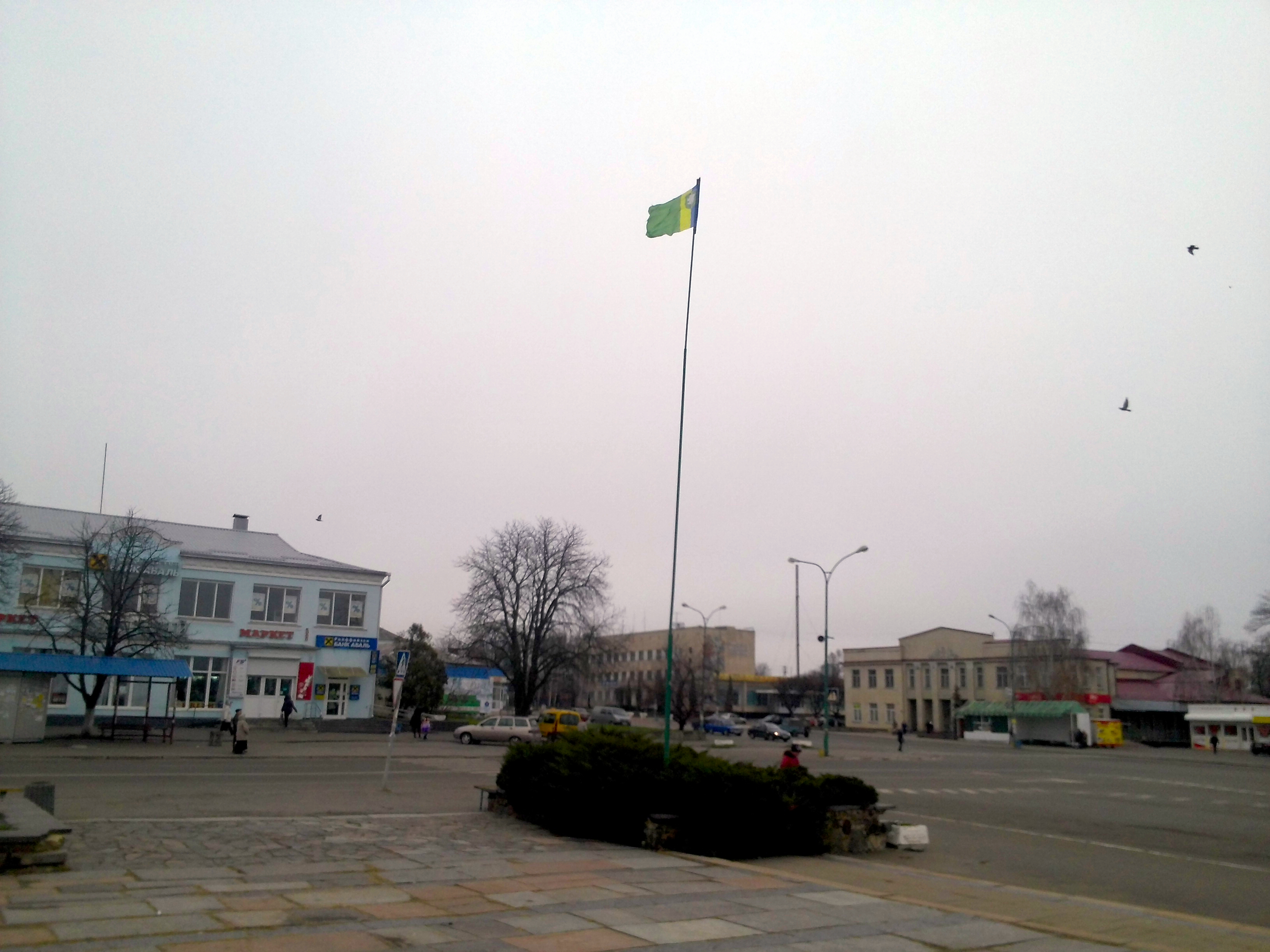
ساحة مالين المركزية
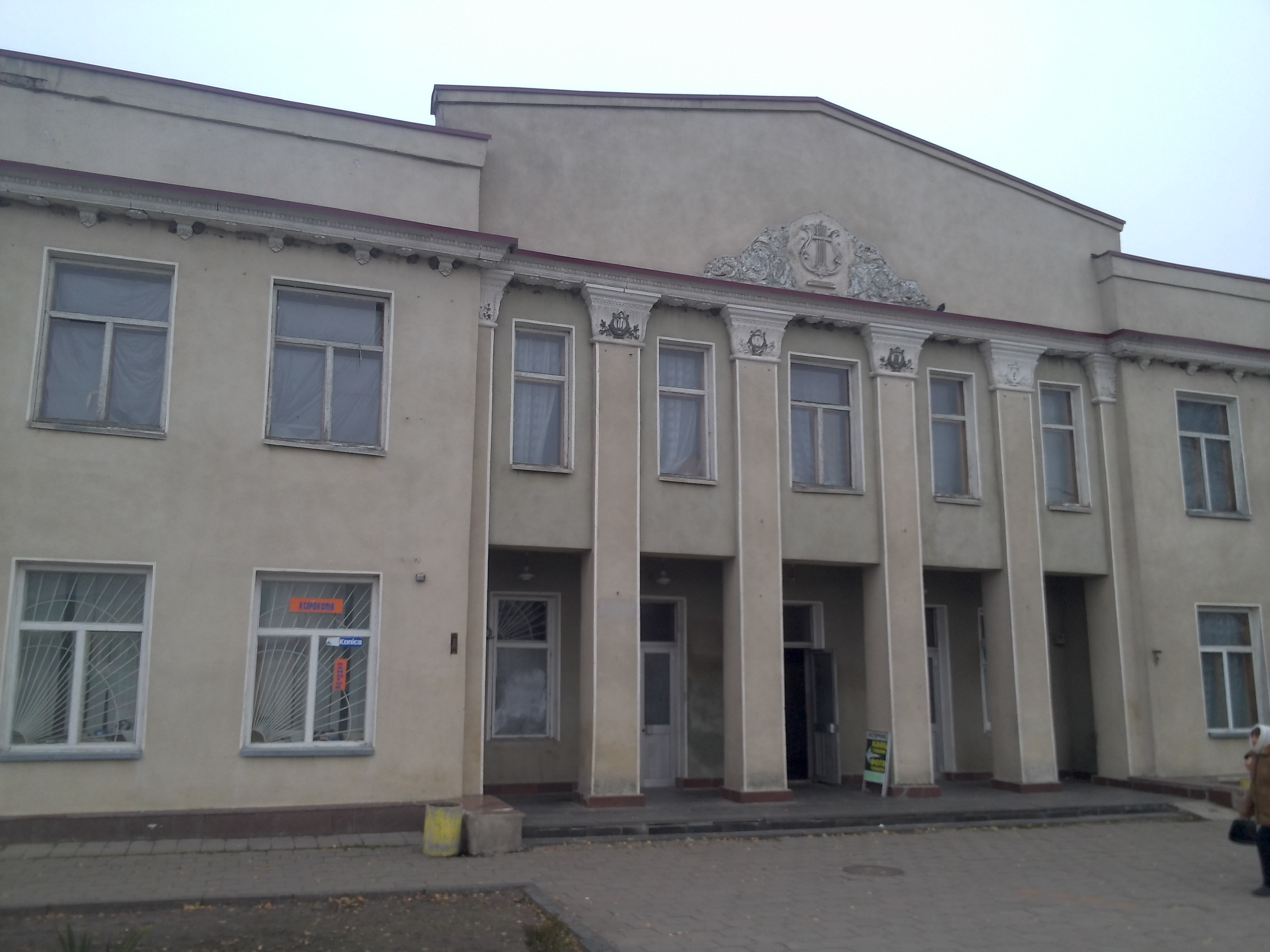
بيت الثقافة
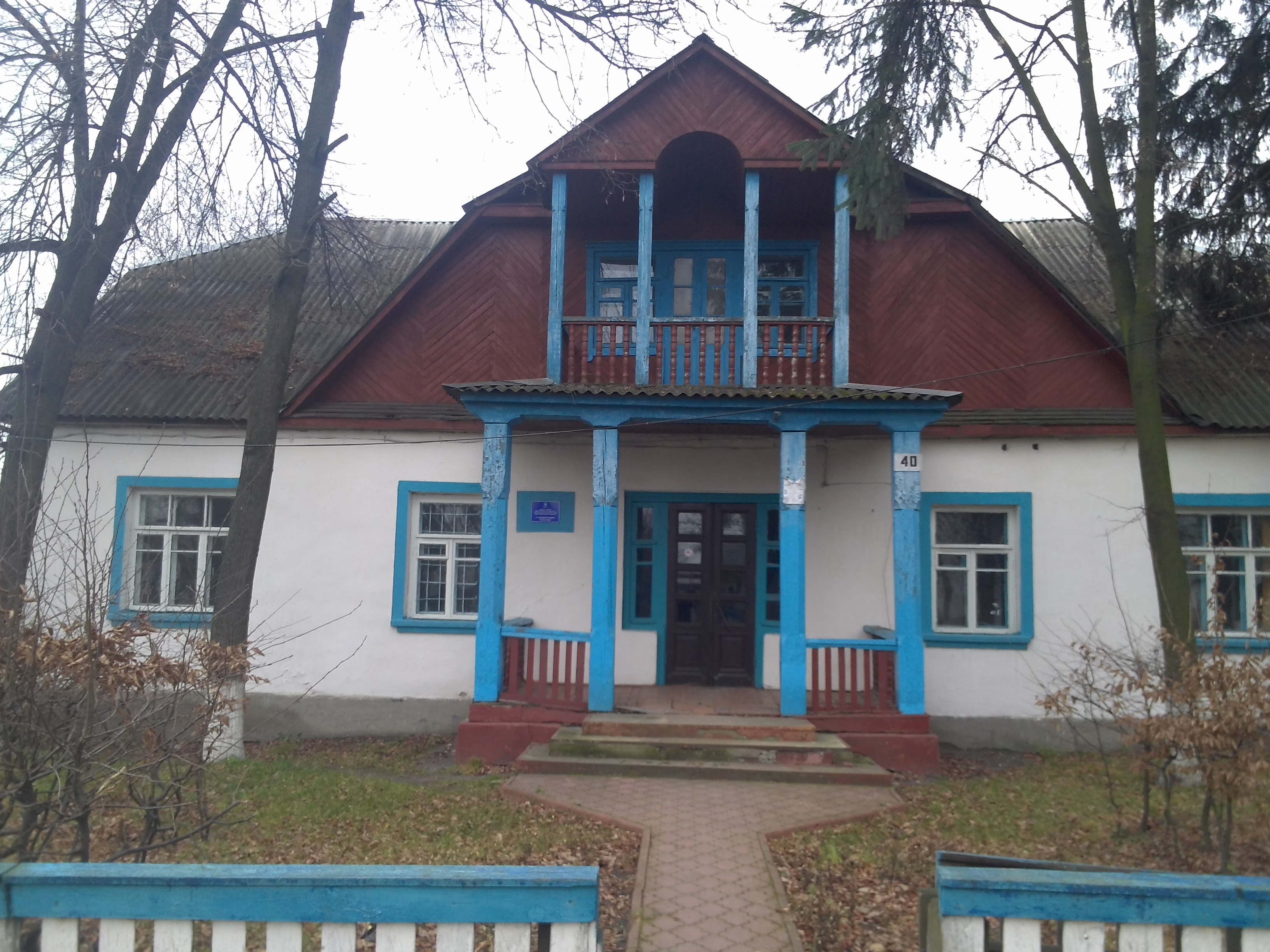
مبنى تاريخي في مالين
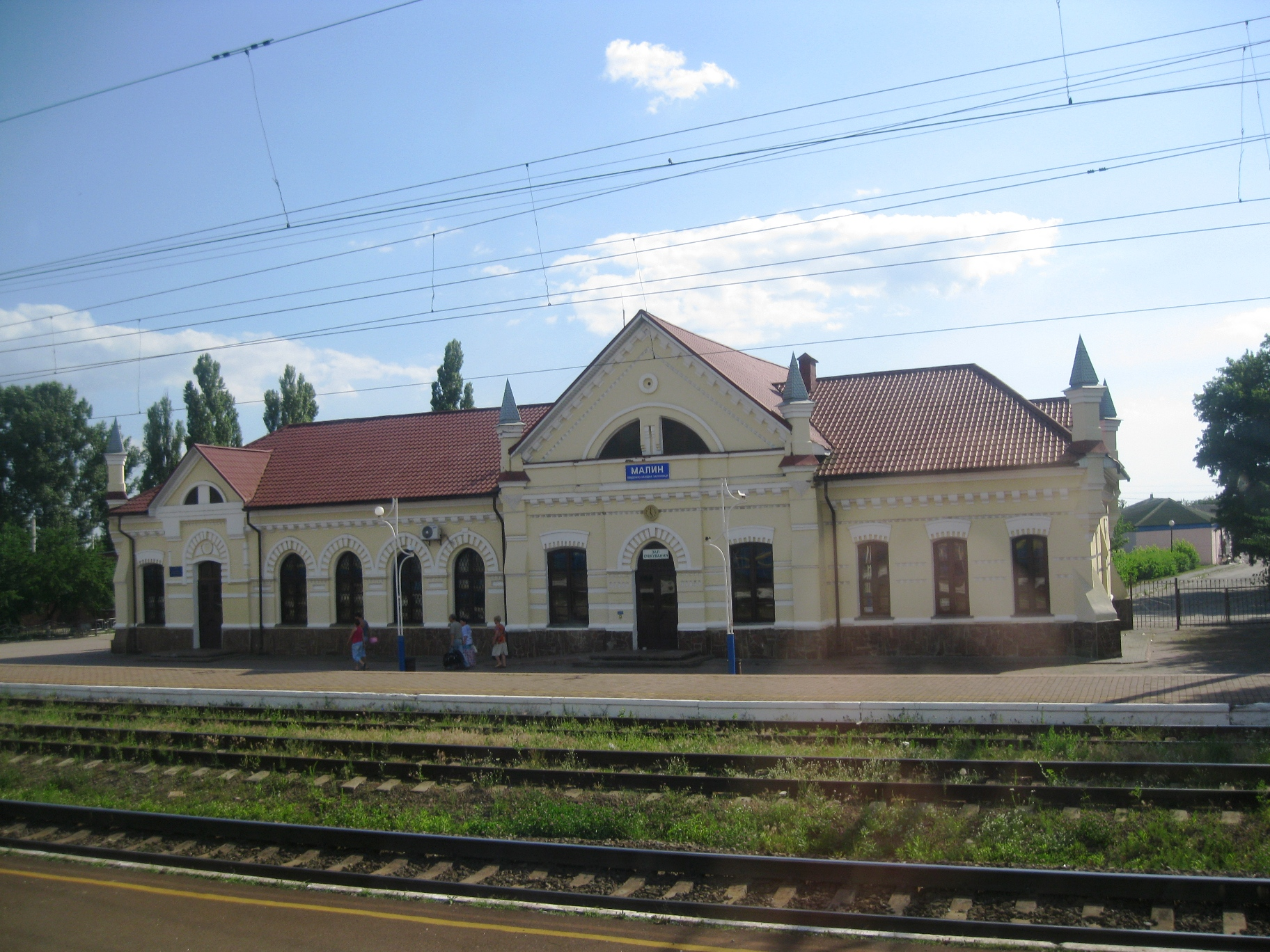
محطة سكة حديد مالين